# Il generale dell'armata morta
Il generale dell'armata morta és una pel·lícula dramàtica italiana de 1983 dirigida per Luciano Tovoli. Està basada en la novel·la del 1963 de l'autor albanès Ismail Kadare de mateix títol.

## Sinopsi
Tan bon punt va acabar la Segona Guerra Mundial, un general italià i un sacerdot van rebre una tasca delicada i onerosa: tornar els cossos dels soldats caiguts a Albània. El general decideix visitar el país, portant amb ell les restes dels seus homes: el seu serà un vagabundeig entre vells rancors, ressentiments i records dels horrors viscuts durant les batalles.

## Repartiment
- Marcello Mastroianni com el general Ariosto
- Anouk Aimée com la comtessa Betsy Mirafiore
- Michel Piccoli as Benetandi
- Gérard Klein com el general Krotz
- Sergio Castellitto com l'expert
- Daniele Dublino com el ministre
- Carmine De Padova com a L'ordonnance
- Roberto Miccoli com El pastor
- Cosimo Calabrese com a President
- Salvatore Buccolieri com El vell
- Vincenzo D'Angelo com La dona

## Critica
«... una història que va en contra del mite de l' "italiani brava gente". Bon debut... de Tovoli.» **

## Altres pel·lícules basades en el llibre
- Kthimi i ushtrisë së vdekur és una pel·lícula albanesa de 1989 protagonitzada per Bujar Lako, basat en la novel·la, dirigida per Dhimitër Anagnosti.
- La vida i res més (La Vie et rien d'autre) és una pel·lícula francesa de 1989 protagonitzada per Philippe Noiret, basada en la novel·la, dirigida per Bertrand Tavernier .